# Поромбка (Олькуський повіт)
Поромбка (пол. Porąbka) — село в Польщі, у гміні Тшицьонж Олькуського повіту Малопольського воєводства.
Населення — 278 осіб (2011).
У 1975-1998 роках село належало до Краківського воєводства.

## Демографія
Демографічна структура станом на 31 березня 2011 року:
|          | Загалом | Допрацездатний вік | Працездатний вік | Постпрацездатний вік |
| -------- | ------- | ------------------ | ---------------- | -------------------- |
| Чоловіки | 136     | 25                 | 92               | 19                   |
| Жінки    | 142     | 27                 | 74               | 41                   |
| Разом    | 278     | 52                 | 166              | 60                   |